# Tommy Thayer
Tommy Thayer (Portland, Oregon, 1960. november 7. –) amerikai gitáros, 2002-től a KISS együttes tagja.

## Pályafutása
Alice Cooper, a Deep Purple, Rory Gallagher és a KISS hatására kezdett gitározni 13 évesen.
Napjainkban a Kiss gitárosa. 2003-ban ő lett az űrember a zenekarban. Amikor Ace Frehley elhagyta az együttest, ő töltötte be a helyét. 2010-ben bejárták a Sonic Boom Over Europe (Hangrobbanás Európa-szerte) című nagy európai turnét.
A War Machine az, amiben Gene kiélheti a horror iránti rajongását. Kemény nóta, Tommy ebben is profi, szólója remek rock and roll témákat hoz, mintha a fiatal és pontos Ace lenne. Profi a szólója, ahogy profi a show elemnek szánt visszatérő ütemek lehangolt stílusa is.

## Diszkográfia

### Kiss
- 1998: Psycho Circus[1]
- 2003: Kiss Symphony: Alive IV
- 2008: Jigoku-Retsuden[2]
- 2009: Sonic Boom
- 2012: Monster